# Jody Alderson
Jody Alderson (Chicago, Estados Unidos, 5 de marzo de 1935) es una nadadora estadounidense retirada especializada en pruebas de estilo libre, donde consiguió ser medallista de bronce olímpica en 1952 en los 4 x 100 metros.

## Carrera deportiva
En los Juegos Olímpicos de Helsinki 1952 ganó la medalla de bronce en los relevos de 4 x 100 metros estilo libre, con un tiempo 4:30.1 segundos, tras Hungría y Países Bajos (plata); sus compañeras de equipo fueron las nadadoras: Jackie LaVine, Marilee Stepan y Evelyn Kawamoto.